# Quinametzin
I Quinametzin (plurale di Quinametli) sono figure mitologiche mesoamericane,  descritte nelle antiche leggende tolteche come giganti, fondatori delle città di Teotihuacan e della piramide Tlahchiualtepetl.
Essi sarebbero vissuti in quella che i toltechi chiamano «prima era del mondo», successivamente sopraffatti dagli uomini. Fossili di grandi dimensioni venivano portati a dimostrazione della loro passata esistenza. In realtà, le ossa non erano altro che resti di grandi mammiferi del quaternario come  mammut, mastodonti o megatherium